# Dmitrij Miljutin

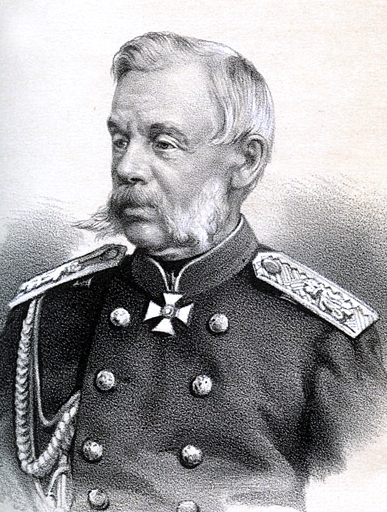
Miljutin

Dimitrij Aleksejevitj Miljutin (ryska Дмитрий Алексеевич Милютин), född den 10 juli 1816 i Moskva, död den 7 februari 1912 i Simeiz, var en rysk greve, general och krigsminister, bror till Nikolaj Miljutin.
Miljutin blev 1833 officer vid artilleriet, men flyttades 1836 till generalstaben, vilken han sedan tillhörde, under tiden som han tjänstgjorde än vid gardet, än i Kaukasien samt en tid innehade en lärarplats vid generalstabsakademien. 1854 blev Miljutin generalmajor, följde 1856 generalen furst Barjatinskij som stabschef till Kaukasien och vann så denne mäktige mans förtroende, att han genom honom 1860 erhöll en fördelaktig befattning vid krigsministeriet och till och med förordades hos kejsaren som efterträdare åt den dåvarande krigsministern Nikolaj Suchozanet.
9 november 1861 övertog Miljutin också krigsministerportföljen och visste att med sin duglighet nedslå det motstånd, som den dittills övermäktiga aristokratin satte mot nykomlingen. Bland åtgärder, som han vidtog inom krigsväsendet, må påpekas tjänstetidens betydliga nedsättning, förvaltningens ordnande och decentralisering genom införande av militärdistriktsindelning, förbättrandet av soldaternas ställning genom kroppsstraffens avskaffande och genom införandet av noggrannare kontroll, utfärdandet av ny rättegångsordning, höjandet av officersbildningen, särskilt genom upprättande av de så kallade junkerskolorna, arméns fördubbling efter polska upproret och slutligen den allmänna värnpliktens införande 1874.
Miljutin, som 1878 erhållit grevlig värdighet, fick 1881 avsked från ministerposten med fältmarskalks värdighet och ledamotskap av riksrådet.